# Simon Joly
Simon Joly (1524 – après 1559) est  un musicien et compositeur français, dont une œuvre a été publiée à Lyon en 1552.

## Biographie

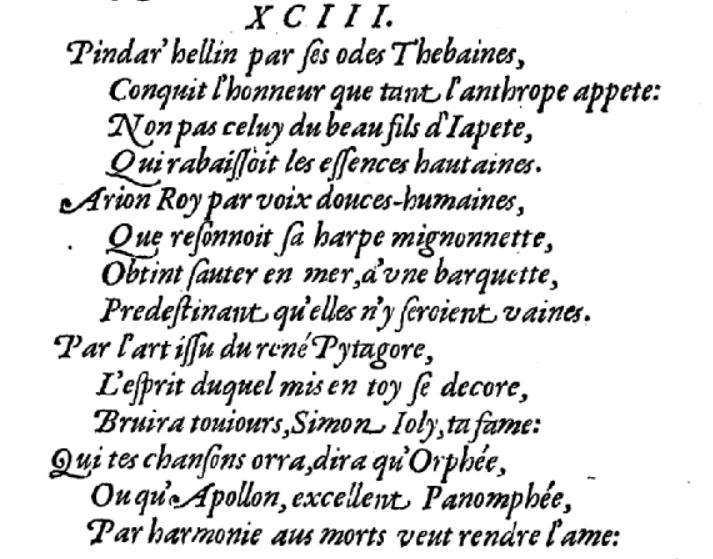
Le sonnet de Philibert Bugnyon citant le musicien Simon Joly (Lyon, 1557).

On sait qu’en 1552 il travaillait dans la mouvance de François de Tournon, archevêque de Lyon depuis 1552. Il suivait probablement alors une carrière obscure à Lyon, n’étant cité qu’une fois en 1557, dans un sonnet malaisé de Philibert Bugnyon
En 1559, Joly est repéré comme organiste à la cathédrale Saint-Étienne de Bourges, chargé d’expertiser les orgues détruites par l’incendie survenu le 18 mai. Le procès-verbal de la visite mentionne qu’il a alors 35 ans.

## Œuvres
On n’a de lui qu’une seule œuvre :
Psalmi quinquagesimi perpulchra, et brevis enodatio, eleganter musicè concinnata, à Simone Iolieo, musices studiosissimo. Lyon : Godefroy et Marcelin Beringen, 1552. 4 vol. 4° oblong.
Il s’agit d’une mise en musique à quatre voix (la dernière pièce à cinq) des 21 versets du Psaume 51 Miserere mei, paraphrasés par Jérôme Savonarole. L’œuvre est dédiée au cardinal François de Tournon, le 1er mai 1552.